# 相馬師常
相馬 師常（そうま もろつね）は、鎌倉時代の武将。千葉氏の庶流。相馬氏初代当主。千葉常胤の子。子には相馬義胤、矢木常家、戸張行常。初名は師胤と考えられている。
平将国 - 将門の次男と伝わる人物で、乱ののちに信太郡に逃れて信太氏を名乗ったとされる。相馬家には将国の子孫の信田師国が相馬師常を養子に迎え、相馬家となったと伝わる(『相馬当家系図』など)。なお、将国の子とされる信太小太郎文国は幸若舞の信田のモデルとされる。

## 経歴
父と共に源頼朝の挙兵に参加し、頼朝の弟・源範頼の軍勢に従って各地を転戦した。文治5年（1189年）9月には奥州合戦に参加し、その功により頼朝から「八幡大菩薩」の旗を賜ったという。
建仁元年（1201年）、父・常胤が亡くなったために出家し、家督を嫡男の相馬義胤に譲る。出家後は法然の弟子になったと言われている。
元久2年（1205年）11月、鎌倉相馬邸の屋敷で端座し、念仏を唱えながら臨終したという。その信心厚い性格から信望の厚かった師常の最期は、鎌倉の民衆たちから見取られたと言われている。
『源平闘諍録』では、頼朝の最初の妻で父伊東祐親によって離縁させられた三女（八重姫）と、後に頼朝の計らいで結ばれたとする。
また伝承によると、師常は平将門の子孫である信田師国（胤国の子）の養子となり、その遺領を相続したと伝わる。千葉氏の遠祖・平忠常の母である春姫 (如春尼)が将門の次女で、師常は信田家の祖先・将門の傍流子孫に当たる為、師常と信田氏は同族という事になる。
1879年、師常を祀る「相馬神社」が福島県相馬市に建立された。
- 石碑
- 墓